# Den Gamle By
Den Gamle By est un musée en plein air situé à Aarhus. Créé en 1909, il reconstitue environ 75 maisons danoises traditionnelles, ateliers, boutiques, un hôtel de ville... On peut entrer dans plusieurs maisons, meublées à l'ancienne. Quelques maisons présentent le Danemark des années 1920 et quelques autres le Danemark de 1970.
Le prix de l'entrée diffère selon la période de l'année. Du 1er janvier au 4 avril, il est d'environ 20€ pour les adultes et d'environ 10€ pour les étudiants. Du 5 avril au 31 décembre, il est d'environ 27€ pour les adultes et d'environ 14€ pour les étudiants. Les enfants agés de 0 à 17 ans bénéficient de l'entrée gratuite, quelle que soit la période.

## Histoire du musée
Le musée a été fondé par l'énergique professeur d'école et historien local Peter Holm, qui s'est rendu compte que la maison du marchand « Den gamle Borgmestergård », située à l'angle d'Immervad et de Lille Torv à Aarhus, allait être démolie. Holm a fait en sorte que la ferme soit reconstruite pour servir de bâtiment d'exposition lors de l'Exposition nationale d'Aarhus en 1909. Après la fermeture de l'exposition, Holm a réussi à collecter des fonds pour reconstruire la ferme de manière permanente. La municipalité d'Aarhus a mis à disposition un terrain dans l'ancien « jardin de la société des jardins du Jutland », aujourd'hui le jardin botanique. Le 23 juillet 1914, la vieille ville fut ouverte au public pour la première fois. Outre Borgmestergården, il y avait deux bâtiments : un petit belvédère de Vestergade et Frands Hansens Hus de Mejlgade. Au départ, la portée du musée était modeste.
À l'occasion de la désignation d'Aarhus comme capitale européenne de la culture en 2017, une nouvelle exposition intitulée Aarhus Tells sur l'histoire de la ville a été inaugurée en avril. Pendant la période de Pâques, 10 000 personnes ont visité l'exposition, soit 32 % de plus que la même période l'année précédente, dont 2 900 le vendredi saint, qui a été le vendredi saint le plus visité de l'histoire du musée.

## L'expansion de la ville
Le pavillon Politiken de l'exposition nationale de 1909 à Aarhus a été reconstruit à Den Gamle By en 2009.
Peter Holm devient le premier directeur du musée. Avec beaucoup d'énergie, il entreprend d'acquérir d'autres maisons afin de créer une image de ce à quoi ressemblait une ville marchande danoise avec ses rues, ses allées, ses jardins, ses maisons et ses entreprises. Les premières années, seules quelques maisons ont été ajoutées, mais dans les années 1920 et 1930, les choses se sont accélérées. Plusieurs maisons sont venues d'Aalborg lorsque Den klingenbergske Gård a été démoli. Holm a également obtenu de nombreux bâtiments d'Aarhus Mølle, qui était situé à Vester Allé. Lorsque Holm prit sa retraite en 1945, après 31 ans de gestion, la ville comptait 44 bâtiments.
Après le départ de Peter Holm de Den Gamle By, l'expansion de la ville s'est ralentie. Ce ralentissement est dû à la fois à une meilleure compréhension de la valeur des bâtiments et au désir de les préserver à leur emplacement d'origine. Mais il y a aussi moins de bâtiments qui méritent d'être préservés.
Sous la direction de Thomas Bloch Ravn, il y a eu un grand afflux de bâtiments : Møntmestergården de Borgergade à Copenhague, Eilschous Boliger de Munkemøllestræde à Odense et le nouveau quartier des années 1900 avec le pavillon Politiken de l'Exposition nationale d'Aarhus en 1909, qui est le seul bâtiment préservé de cette exposition. Depuis, il se trouve dans une association de jardins familiaux à Nærum, au nord de Copenhague, et a été utilisé comme centre communautaire.
Aujourd'hui, Den Gamle By compte 75 maisons, ateliers et magasins historiques. D'autres sont en cours de construction.

## Le paysage urbain
La construction du plafond du pavillon et une partie de l'exposition du musée de l'affiche dans le bâtiment.
La vieille ville est une promenade à travers l'histoire de la ville marchande au cours des 300 dernières années. Les visiteurs peuvent suivre le développement de l'habitat, tant pour la bourgeoisie que pour les pauvres, et le développement des métiers et des entreprises.
Dès le début, le musée a rassemblé des outils, des accessoires, etc. provenant d'anciens métiers artisanaux afin que les visiteurs puissent se faire une idée de la vie quotidienne dans les maisons de la ville marchande. Des collections d'horloges, de costumes, de textiles, d'argenterie, de faïences et de jouets sont également exposées.
La vieille ville abrite le théâtre Elsinore, reconstruit en 1961. Des opéras, des comédies, des concerts classiques et modernes y ont été joués, et il est également utilisé pour des conférences et des congrès.

## La maison du maître de la monnaie
Ces dernières années, la ville-musée s'est agrandie. En 2005, les maisons d'Eilschou ont été reconstruites, une fondation de veuves située dans le quartier où Hans Christian Andersen a grandi. Andersen a grandi à Odense. La construction de Møntmestergården à partir de Borgergade à Copenhague a attiré une attention particulière. Pendant de nombreuses années, un espace de la place de la ville avait été réservé à la construction d'un hôtel de ville. Mais aucune ville marchande ne voulait se débarrasser de son ancien hôtel de ville. C'est donc là qu'a été reconstruit Møntmestergården, une belle ferme de Copenhague du XVIIe siècle qui avait été entreposée depuis son démantèlement en 1944. Le bâtiment, dont la reconstruction intérieure a été entièrement achevée en 2009, ferme la place de la plus belle manière qui soit.

## La brasserie
Comme toute ville marchande du XIXe siècle, Den Gamle By possède sa propre brasserie. Elle a été créée grâce au parrainage de l'association des brasseurs, qui a versé 30 000 DKK en 1933. La brasserie de bière blanche de la vieille ville a été construite dans le bâtiment d'Aalborg et a été inaugurée en 1934. À l'automne 2001, la brasserie a été installée dans la vieille ville. Depuis, certains week-ends et jours fériés, la brasserie brasse de la bière et propose des dégustations dans la brasserie historique de la vieille ville. La brasserie est composée de bénévoles passionnés qui travaillent et étudient quotidiennement. Dans la cave de la brasserie White Beer Brewery de la vieille ville, ils partagent l'intérêt de brasser de la bière de la même manière - et avec le même équipement - qu'au milieu des années 1800.

## Technologie
Le musée présente plusieurs exemples d'inventions technologiques qui ont facilité la vie de la population et ont joué un rôle important dans le développement du Danemark.
Une locomotive à vapeur de Frichs est exposée dans le nouveau bâtiment « Aarhus tells », inspiré de Salling, depuis avril 2017,,.

## Noël dans la vieille ville
Le calendrier de Noël 1979 de Danmarks Radio, Noël dans la vieille ville, se déroule dans la vieille ville. Le tournage en extérieur a eu lieu dans la vieille ville. Mais le tournage en intérieur a eu lieu dans un studio inspiré de l'échoppe de Borgmestergården.
En 1995, la radio danoise a enregistré la suite de Noël dans la vieille ville - Hallo det er jul - dans la vieille ville. Ici, le point central est le central téléphonique situé juste en face de Borgmestergården. Hello it's Christmas traite de l'industrialisation dans les années 1920.
Les deux calendriers de Noël sont sortis en DVD.
Chaque année, Den Gamle By organise une grande exposition sur l'évolution de Noël au cours des 300 dernières années. En 2014, elle s'est enrichie d'un musée de Noël avec sa propre boutique.